# Sosuke Takatani
Sosuke Takatani –en japonés: 高谷 惣亮, Takatani Sosuke– (Kyotango, 5 de abril de 1989) es un deportista japonés que compite en lucha libre. Ganó una medalla de plata en el Campeonato Mundial de Lucha de 2014, en la categoría de 72 kg.
Participó en dos Juegos Olímpicos de Verano, ocupando el séptimo lugar en Río de Janeiro 2016 y el 15.º lugar en Londres 2012, en ambas ocasiones en la categoría de 74 kg.

## Palmarés internacional
| Campeonato Mundial | Campeonato Mundial   | Campeonato Mundial | Campeonato Mundial |
| Año                | Lugar                | Medalla            | Categoría          |
| ------------------ | -------------------- | ------------------ | ------------------ |
| 2014               | Taskent (Uzbekistán) | Medalla de plata   | 74 kg              |